# Maria Pilar Aumente
Maria del Pilar Aumente Rivas (Madrid, 24 de abril de 1950) es una historiadora  del arte e investigadora española profesora emérita de la Universidad Complutense de Madrid hasta el año de jubilación 2020.

## Trayectoria profesional
Licenciada en Filosofía y Letras en la Facultad Filosofía y Letras de la Universidad Complutense de Madrid en el año 1974
Obtuvo en 1985 el doctorado  en Filosofía y Letras Especialidad. Historia del Arte, en la Universidad Autónoma de Madrid.
Se dedicó a la docencia y ejerció de Profesora Titular en la Universidad Complutense de Madrid entre los años 1991-2010.  Completó su actividad docente como Directora del Magíster en Comunicación y Arte Título Propio Universidad Complutense en todas sus ediciones anuales de 2000 a 2008.
Su actividad en la universidad fue muy prolífica, participando en numerosas actividades paralelamente. Fue editora de la revista digital “ARTE2o”, desde la temporada 2002-2003 hasta su cierre (2008-9). Codirectora del Grupo de Investigación UCM Consolidado Campus de Excelencia Moncloa, Cluster Patrimonio: Arte, Arquitectura y Comunicación en la Ciudad Contemporánea, Ref. 930216.
Directora I Encuentros de Crítica de Arte Facultad de C.C. de la Información de la Universidad Complutense de Madrid en 2006.
Codirectora Curso La Comunicación del Arte. Ciclo de Otoño de Comunicación de la Fundación Complutense. 2004).
Ha participado en múltiples seminarios, y cursos de doctorado y másteres, dirigiendo numerosas  tesis doctorales y TFG. Los temas de los que es especialista son: Comunicación y Arte, Arte y Ciudad y  Mujeres y Arte Contemporáneo, dada su faceta feminista, la ha enfocado en el estudio de la creación  y representación.

## Asociaciones
Comprometida con su profesión tuvo diferentes cargos en la Asociación Española de Críticos de Arte. fue  Vocal de la Junta Directiva 2007- 2012. Secretaria General, Vicesecretaria General y  Vicepresidenta de la Asociación Madrileña de Críticos de arte (AECA) y Miembro de la Asociación Internacional de Críticos de Arte, así como del Instituto de Arte Contemporáneo (IAC).

## Investigación

### Líneas de investigación
-  Relaciones del Arte con la Ciudad
-  Iconografía Femenina y de la Ciudad
-  Arte, Nuevos Medios y Cultura Visual

### Investigaciones más relevantes
Investigadora principal del proyecto: “Interacción y diálogo entre las Artes Plásticas y la Ciudad. Aproximación epistemológica y propuesta de parámetros analíticos sobre la incidencia de las artes plásticas en la configuración de la ciudad europea contemporánea”. 2005-2007.
Investigadora del Proyecto de I+D Subprograma de Proyectos de Investigación Fundamental No Orientada HAR2012-38899-C02-02. “Arquitectura, Urbanismo y Representación de los barrios artísticos”.
“Estudio analítico y catalogación de las fuentes gráficas y documentales del patrimonio arquitectónico de Segovia”.
Investigadora del Proyecto “Madrid y su conexión con los focos de agitación europea (1900-1936): la recepción de los nuevos modelos en la arquitectura, el urbanismo y las artes plásticas” GR58/08 930216-787

## Publicaciones (selección)
Son numerosas las publicaciones recogidas en Dialnet, así como en la Biblioteca Nacional de España.
Se destacan los libros y artículosː siguientesː La influencia de los medios de Comunicación en los jóvenes. Madrid. Editorial Complutense 2003.
El diálogo del arte con la Metrópoli Contemporánea.
“Fotografía y Arquitectura. Un Marco Histórico”. En   Fernando García Mercadal Arquitectura y Fotografía. Una mirada al Patrimonio arquitectónico de Segovia. 1929-1936. Fundación General de la Universidad Complutense de Madrid.  ISBN84-95903-59-8.
“Una nueva mirada para el arte actual”. La Comunicación Social Contemporánea. Teoría y Técnica. Fundac. Complutense. 2005. ISBN 84-95903-41-5.
“Mujeres en el Arte de Acción. El entorno Fluxus”.. Las mujeres en el ámbito de la creación y de la comunicación artística contemporánea. CD. UCM. 2003. ISBN847491709-3.
“París en los años silenciosos, como trasfondo a los inicios de la abstracción lírica de Gerard Schneider”. ARTE Y CIUDAD. Revista de Investigación. N.º 1, 2012.ISBN2254-2930